# 昭和町 (高松市)
昭和町（しょうわちょう）は、香川県高松市中心部の町丁。郵便番号は760-0014。全域が住居表示に関する法律に基づく住居表示実施地区で、一丁目〜二丁目が存在する。

## 地理
高松市役所より1.3km、高松市中心部の西に位置し、北は市道五番町西宝線、東は香川大学及びJR高徳線の鉄道敷、南は市道八番町西浜新町線、西は摺鉢谷川によって区切られている。町域の中央にはJR高徳線が南北に通り、町内には昭和町駅がある。高松市都心部の外縁にあたり、マンションやアパートなどが密集した閑静な住宅街を形成しており、企業の社宅や公務員の官舎が多く立地しているほか香川大学にも隣接しているため学生用の安価なアパートも多い。町内における道路網は市道五番町西宝線や町外の県道33号高松善通寺線といった幹線道路によって高松市都心部と結ばれ、また全域が西部土地区画整理事業（1930年-1935年）の施行区域内であるため生活道路も区画整然としている。
2010年国勢調査による人口は1540人（男762人/女778人）、世帯数は801世帯、面積は15万5132.07m2、人口密度は9927.0人/km2。公立中学校の校区は全域が紫雲中学校で、小学校は大部分が新番丁小学校であるが、一丁目12番4〜15号、13番4〜19号、14番3〜17号、二丁目13番1・3〜5号、16番については亀阜小学校に属している。
町内における都市計画法に基づく用途地域は市道五番町西宝線沿いが容積率300%、建ぺい率80%の近隣商業地域であるほかは、JR高徳線沿いが第一種住居地域、それ以西が第一種中高層住居専用地域、それ以東が第二種中高層住居専用地域で、いずれも容積率は200%、建ぺい率は60%である。

### 河川
- 摺鉢谷川

## 歴史
明治時代までは香川郡西浜村及び宮脇村（旧）の一部にあたり、城下町に近接した農村地帯であった。1890年（明治23年）2月15日、自然村である両村は合併して新たに行政村としての宮脇村（新）となり、この付近はかつての自然村の区域を継承した大字西浜及び大字宮脇となった。1914年（大正3年）5月1日、宮脇村は高松市と合併（高松市にとって初の合併）し、この付近においてはそれまでの大字の区域を継承した西浜新町及び宮脇町として高松市の町丁の一部となった。なお、西浜新町となったのは、当時高松市内にはすでに西浜町（現、瀬戸内町及び扇町の各一部）が存在していたためで、それと区別するために新町を付したものである。
1930年（昭和5年）、当時の西浜新町から独立し、改元されたばかりの昭和の名を取った瑞祥地名として昭和町が新設された。この当時の昭和町は現在と異なり旧大字西浜の部分のみを町域としていた。
1930年（昭和5年）から1935年（昭和10年）にかけて高松市にとって初の土地区画整理事業である西部土地区画整理事業が土地区画整理組合施行によって行われている。
1966年（昭和41年）、一部が扇町二丁目〜三丁目へ編入される。1971年（昭和46年）には住居表示の実施に伴って、一部が幸町及び紫雲町へ編入され、宮脇町の一部を当町へ編入の上、全域に一丁目〜二丁目が設置された。

## 主要施設
掲載順は住居表示による街区符号・住居番号順
| - 四国通建高松支店 - サンクリスタル高松 - 高松市中央図書館 - 菊池寛記念館 - 高松市歴史資料館 - 東洋建設高松支店 - ファミリーマート高松昭和町店 - 日銀昭和町家族寮 - 増田歯科 | - JR高徳線昭和町駅 - グランデリーズ昭和町店 - 二番丁幼稚園 - ぬもと内科医院 |